# آدلاید هاسه
آدلاید روزالی هاسه (۱۳ سپتامبر ۱۸۶۸–۲۸ ژوئیه ۱۹۵۳) به عنوان یکی از «۱۰۰ رهبر مهم ما در قرن بیستم» در نسخه دسامبر ۱۹۹۹ کتابخانه‌های آمریکا فهرست شده است. او با توسعه سیستم طبقه‌بندی ناظر اسناد مورد استفاده توسط دفتر چاپ دولتی و برنامه کتابخانه سپرده گذاری فدرال اعتبار دارد.

## اوایل زندگی و شروع کتابداری
هاسه که در میلواکی، ویسکانسین به دنیا آمده بود، اولین فرزند یک جراح آلمانی‌تبار به نام هرمان ادوارد هاسه بود، واقعیتی که علیرغم تأثیر منفی آن بر شغل او، بسیار به آن افتخار می‌کرد. در حالی که هیچ سابقه‌ای از حضور رسمی او در مدرسه وجود ندارد، فرض بر این است که او از طریق سیستم مدارس دولتی محلی آموزش دیده است.
سرانجام خانواده هاسه به جنوب کالیفرنیا رفتند، جایی که او توانست عنوان «قهرمان سرعت دوچرخه‌سواری بانوان لس آنجلس» را به دست آورد، او همچنین اولین شغل کتابخانه خود را نیز به دست آورد. از سال ۱۸۸۹ تا ۱۸۹۵، هاسه زیر نظر تسا کلسو، رئیس کتابخانه در کتابخانه عمومی لس آنجلس (LAPL) کار می‌کرد. هاسه و کلسو در تلاش برای جمع‌آوری، سازماندهی و نگهداری کتابخانه‌ها و اسناد آن‌ها و همچنین ایجاد کتابخانه‌ها، و به‌طور کلی در ایالات متحده، مکان‌هایی عادلانه‌تر برای کار و زندگی زنان، دوستان مادام العمر شدند.

## کتابخانه عمومی لس آنجلس
هاسه در سن ۲۰ سالگی با ۴۰ دلار در ماه در LAPL استخدام شد. در آن زمان مدرسه ملوین دیویی دو سال زودتر افتتاح شده بود، اما هیچ سابقه یا مدرکی از حضور هاسه وجود ندارد. هاسه هنر خود را از طریق تجربه عملی تقویت کرد، او با شور و اشتیاق وارد کار خود شد و توانست تا پایان دوران حرفه‌ای‌اش آن را حفظ کند. در شش سال اول کار در کتابخانه، او و کلسو مجموعه LAPL را از ۶۰۰۰ مورد به ۴۲۰۰۰ مورد توسعه دادند. این دو همچنین با ارائه امتیازات استقراض رایگان، اضافه کردن ساعات اضافی آخر هفته و اجازه خروج از نشریات، برای کاربر پسندتر کردن LAPL کار کردند. آنها همچنین بعداً یک دوره آموزشی کتابداری ایجاد کردند که از طریق کتابخانه ارائه گردید.
هنگامی که کتابخانه رسماً در سال ۱۸۹۱ به برنامه کتابخانه سپرده گذاری فدرال ملحق شد، هاسه شروع به کار بر روی طبقه‌بندی اسناد وزارت کشاورزی ایالات متحده کرد. سیستم طبقه‌بندی اعشاری دیویی (DDC) تا حد زیادی در این زمان مورد استفاده قرار می‌گرفت، اما برای نیازهای هاسه «مناسب» نبود. او به یک سیستم خاص‌تر نیاز داشت، و سیستمی که بر وتیخ نویسنده به‌عنوان اسناد دولتی طبقه‌بندی نشده بود، اغلب نویسنده‌ای فراتر از بخش فهرست نشده است. به نظر می‌رسید که طبقه‌بندی بر اساس بخش، منطقی‌تر باشد. با این حال، این امر به همان اندازه مشکل‌ساز شد زیرا بسیاری از بخش‌ها با یک کلمه شروع می‌شوند؛ بنابراین، هاسه یک سیستم وارونه و دپارتمان را برای طبقه‌بندی ابداع کرد، به عنوان مثال، «کشاورزی، بخش» به جای «بخش کشاورزی» از آنجایی که سیستم او برای اسناد دولتی به‌طور قابل توجهی با سایر مجموعه‌های کتابخانه که توسط DDC سازماندهی شده بود متفاوت بود، هاسه آنها را به عنوان یک مجموعه ویژه مشخص کرد.
هاسه در طول تصدی خود در LAPL، همچنین مجموعه‌های مدارس عادی سانتا باربارا، سانتا مونیکا، پاسادنا، ریورساید و محلی را نیز سازماندهی کرد. او همچنین شروع به شرکت در کنفرانس‌های محلی و ملی کرد، کتاب‌شناسی‌ها را با قاعده‌مندی منتشر کرد، به دستیار اول ارتقا یافت و توسط «آدلاید آر» به جای ساده، «ادی» شروع به کار کرد. در اوایل کار خود، هاسه توجه کتابداران برجسته را به خود جلب کرد و شهرت نسبتاً قابل توجهی برای خود در این زمینه ایجاد کرد.

## دفتر چاپ دولتی و کاری که کار او را آغاز کرد
پس از خروج از LAPL، هاسه برای کار در برنامه کتابخانه دفتر چاپ دولتی تازه تأسیس زیر نظر فرانسیس کراندال رفت. وظیفه او جمع‌آوری، سازماندهی و طبقه‌بندی اسناد دولتی از بخش‌ها و دفاتر مختلف آن بود. هاسه بلافاصله دست به کار شد و اسنادی را از سرتاسر واشینگتن دی سی کشف کرد و حتی به سقف‌ها و پشت دیوارها نگاه کرد. بر اساس مقاله نیویورک تایمز در سال ۱۸۹۷، کار هاسه کشف مدارک زیرزمینی وزارت کشو شش هفته طول کشید تا انبوه مدارک را به دفتر او منتقل کنند اتاقی که ظاهراً برای تقریباً دو دهه مهر و موم شده بود. در مورد این تجربه، طبق گزارش هاسه فریاد زد: "به جرئت می‌توانم بگویم که هرگز به یک کتابدار جوان چنین فرصتی داده نشده بود که از مجموعه سازی لذت ببرد. در واقع، تنها در مدت کمی بیش از یک سال، هاسه ۲۵۲۶۰۲ جلد کتاب را «خارج» کرده بود.
هنگامی که او همه اسناد را در اختیار داشت، مجبور شد راهی برای طبقه‌بندی آنها بیابد. او با تکیه بر کار خود با اسناد وزارت کشاورزی در LAPL، سیستمی از حروف و اعداد ابداع کرد که نشاندهنده بخش، بخش، نوع سند و حجم یا سری (در صورت نیاز) بود. هاسه در حالی که مشغول جمع‌آوری و سازمان‌دهی بود، نه تنها کتاب‌شناسی نشریات دولتی، بلکه موارد مورد علاقه دیگر مانند «سفر و کاوش» را که در فهرست کتاب‌های دختران و زنان و باشگاه‌های آن‌ها ظاهر می‌شد، به‌طور منظم ادامه داد.

## زندگی پس از NYPL
هاسه از سال ۱۹۱۹ تا ۱۹۲۳، تحقیقاتی را برای هیئت سیاست‌های کارگری جنگ انجام داد و به عنوان «کارشناس شورای دفاع ملی» تبدیل شد و خود را به عنوان کتاب‌شناس معرفی کرد تا کتابدار. او در ادامه مدرسه‌ای برای کتابداران بازرگانی در مدرسه دبیران واشینگتن تأسیس کرد و مدیر کتابخانه‌های ویژه شد. او همچنین زندگی‌نامه‌ای با عنوان جبران‌های کتابداری نوشت که در آن سرانجام در برابر اندرسون، کراندال، کلارک، و لیدنبرگ اظهار نظر کرد.

## کمک‌های ماندگار
هاسه در ۲۸ ژوئیه ۱۹۵۳ با پنجاه و چهار سال کار در کتابداری و علم اطلاعات درگذشت. در آن پنجاه و چهار سال، هاسه به‌عنوان دستیار کتابخانه، فهرست‌نویس، طبقه‌بندی‌کننده، کتاب‌شناس، تحلیل‌گر ویراستار و نویسنده، نقش مهمی به‌جا آورد. او مدافع خدمات کتابخانه‌ای «کارآمد و مؤثر»، دسترسی عمومی به مواد دولتی و جنبش زنان بود. هاسه در تلاش خود برای دسترسی سریع و آسان به مواد بر موانع بزرگی غلبه کرد. کتابخانه‌های آمریکایی بیان می‌کنند که او بیشتر به خاطر شخصیت تندش شناخته شده بود. با این حال، گیل کی. نلسون و جان وی ریچاردسون جونیور بیان می‌کنند که، صرف‌نظر از آنچه می‌توان در مورد روابط حرفه‌ای و زندگی شخصی او گفت، اساس سیستم طبقه‌بندی اسناد هنوز هم امروزه تحت عنوان «شیوه هاسه» مورد استفاده قرار می‌گیرد.

## کتابشناسی - فهرست کتب
- بک، سی (۲۰۰۶). زن جدید به عنوان کتابدار: حرفه آدلاید هاسه. Lanham, MD: Scarecrow Press, Inc.
- دفتر چاپ دولتی. (۲۰۰۴). تاریخچه زندگی GPO: Adelaide R. Hasse. بازیابی شده در ۱۵ مه ۲۰۰۹، از .
  - Hasse, AR (1895). سفر و اکتشاف. در AH Leypoldt & G. Iles (Eds.), فهرست کتابهای دخترانه و زنانه و باشگاه‌های آنها: همراه با یادداشتهای توصیفی و انتقادی و فهرستی از نشریات و نکات برای باشگاه‌های دخترانه و زنانه (ص. ۵۵–۵۹). بوستون، MA: دفتر کتابخانه.
- وظیفه منحصر به فرد هاس. (۱۸۹۷، ۲ ژوئن). نیویورک تایمز، ص. ۱۲ [نسخه الکترونیکی]. بازیابی شده در ۱ می ۲۰۰۹، از .
- | داده‌های کتابخانه‌ای  | داده‌های کتابخانه‌ای                                                                                                |
| ------------------- | --- |
| عمومی               | - ISNI - 1 - ویاف - 1 - ورلدکت (از طریق ویاف)                                                                     |
| کتابخانه‌های ملی     | - اسپانیا - فرانسه (داده‌ها) - آلمان - اسرائیل - ایالات متحده آمریکا - یونان - هلند - واتیکان                      |
| پایگاه‌های دادهٔ علمی | - ساینی (ژاپن) |
| سایر                | - کاربرد چندوجهی اصطلاحات موضوعی - ریرو (سوئیس) - 1 - شبکه‌های اجتماعی و محتوای بایگانی شونده - سوداک (فرانسه) - 1 |